# Polystichum
Genre
Polystichum est un genre de fougères de la famille des Dryopteridaceae. Il regroupe de nombreuses espèces.

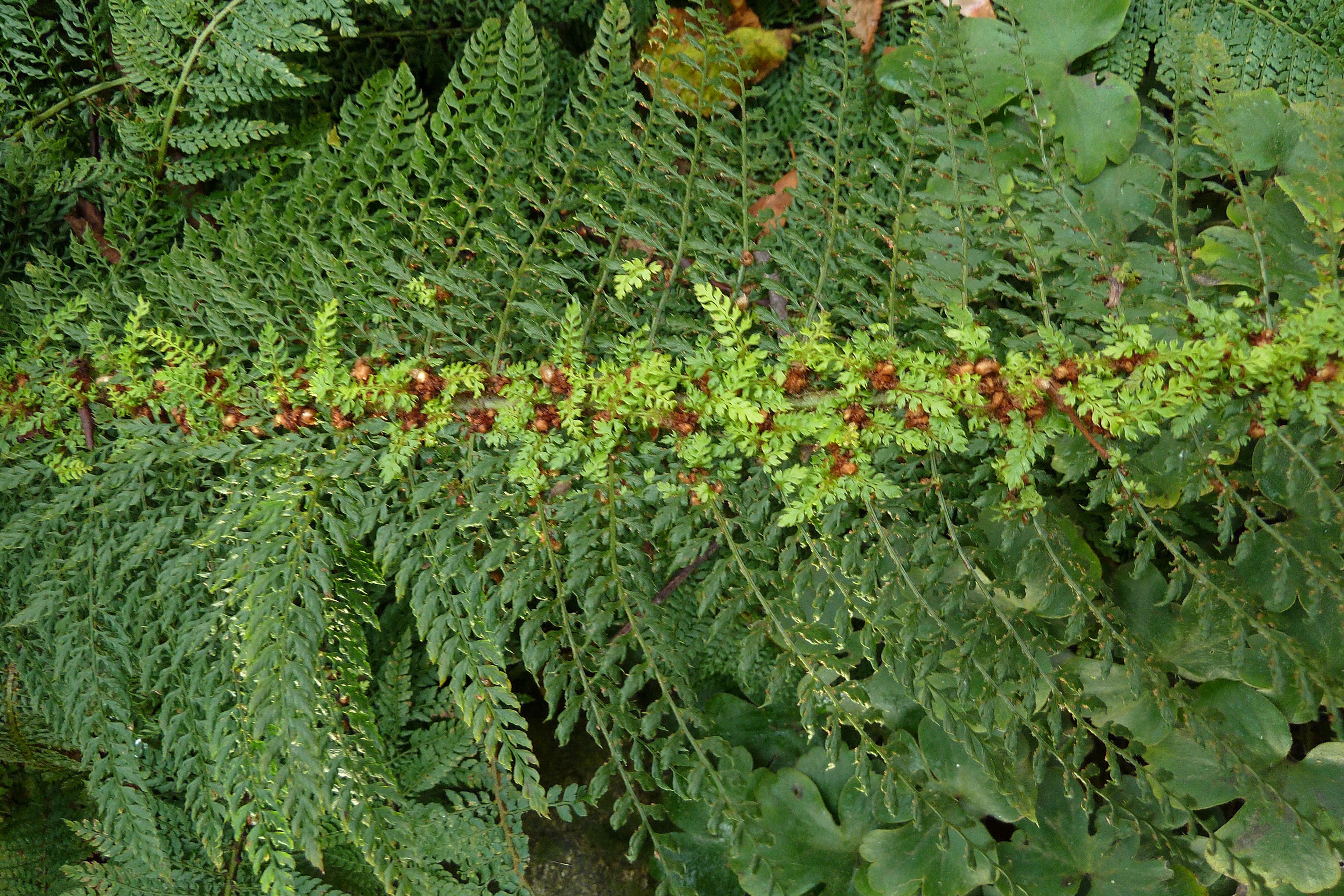
Polystichum setiferum 'Plumosum densum

## Étymologie
Le nom scientifique Polystichum vent du grec polus, « beaucoup » et stickos, « rangées », probablement en référence de la disposition des sores sur les frondes.

## Liste d'espèces
| - Polystichum acanthophyllum (Franch.) Christ - Polystichum acrostichoides (Michx.) Schott - Polystichum aculeatum (L.) Roth - Polystic à aiguillons - Polystichum acutidens - Polystichum acutipinnulum - Polystichum alcicorne - Polystichum aleuticum C.Chr. - Polystichum andersonii - Polystichum apici-sterile - Polystichum assurgens - Polystichum atkinsonii - Polystichum atuntzeense - Polystichum auriculatum - Polystichum australiense - Polystichum austro-tibeticum - Polystichum bakerianum - Polystichum biaristatum - Polystichum bicolor - Polystichum bomiense - Polystichum brachypterum - Polystichum braunii (Spenn.) Fée - Polystichum brunneum - Polystichum calderonense Proctor - Polystichum californicum - Polystichum castaneum - Polystichum christii - Polystichum chunii - Polystichum conaense - Polystichum craspedosorum - Polystichum cyclolobum - Polystichum cystostegia - Polystichum decorum - Polystichum deltodon - Polystichum dielsii - Polystichum discretum - Polystichum dudleyi - Polystichum duthiei - Polystichum ellipticum - Polystichum emarginatum (Willd.) T.Moore - Polystichum erinaceum - Polystichum erosum - Polystichum excellens - Polystichum eximium - Polystichum falcatipinnum - Polystichum falcatum - Polystichum falcilobum - Polystichum falcinellum - Polystichum fallax - Polystichum formosanum - Polystichum garhwalicum - Polystichum gongboense - Polystichum gyirongense - Polystichum gymnocarpum - Polystichum hancockii - Polystichum hecatopteron - Polystichum herbaceum - Polystichum ilicifolium - Polystichum imbricans - Polystichum incongruum - Polystichum integripinnulum - Polystichum lonchitis - Polystichum jizhushanense - Polystichum kiusiuense - Polystichum kodamae - Polystichum kruckebergii - Polystichum kwakiutlii - Polystichum lachenense - Polystichum lanceolatum - Polystichum lemmonii - Polystichum lentum - Polystichum lepidocaulon - Polystichum letum - Polystichum lhasaense - Polystichum lichiangense - Polystichum lonchitis (L.) Roth - Polystic en lance - Polystichum longidens - Polystichum longipaleatum - Polystichum longipes | - Polystichum luctuosum - Polystichum macleae - Polystichum macrochlaenum - Polystichum makinoi - Polystichum martini - Polystichum mayebarae - Polystichum mediocre - Polystichum medogense - Polystichum microchlamys (Christ) Matsum., 1904 - Polystichum minusculum - Polystichum mohrioides - Polystichum mollissinum - Polystichum monotis - Polystichum montanum (Vogler) Roth - Polystichum monticola - Polystichum morii - Polystichum moupinense - Polystichum munitum (Kaulf.) C.Presl - Polystichum muricatum - Polystichum nakenense - Polystichum neolobatum Nakai - Polystichum nepalense - Polystichum ningshenense - Polystichum nyalamense - Polystichum obliquum - Polystichum omeiense - Polystichum orientali-tibeticum - Polystichum paradoxum - Polystichum paramoupinense - Polystichum parvipinnulum - Polystichum piceopaleaceum - Polystichum platychlamys - Polystichum polyblepharum (Roem. ex Kunze) C.Presl - Polystichum prescottianum - Polystichum prionolepis - Polystichum proliferum - Polystichum pseudo-castaneum - Polystichum pseudomakinoi - Polystichum pungens - Polystichum qamdoense - Polystichum quangbinhense - Polystichum rarum - Polystichum retrorsopalaeceum - Polystichum rhombiforme - Polystichum rhomboideum - Polystichum richardii - Polystichum rigens Tagawa - Polystichum rotundilobum - Polystichum scopulinum - Polystichum semifertile - Polystichum setiferum (Forssk.) Woyn. - Polystichum setigerum - Polystichum setosum - Polystichum shensiense - Polystichum silvaticum - Polystichum simplicipinnum - Polystichum sinense - Polystichum squarrosum (D.Don) Fée - Polystichum stenophyllum - Polystichum stimulans - Polystichum submite - Polystichum thelypteris (L.) Roth - Polystichum thomsoni - Polystichum tialoshanense - Polystichum tibeticum - Polystichum transvaalense - Polystichum tripteron (Kunze) C.Presl - Polystichum tsuchuense - Polystichum tsus-simense - Polystichum tumbatzense - Polystichum vestitum - Polystichum virescens - Polystichum watii - Polystichum wilsoni - Polystichum wuyishanense - Polystichum xiphophyllum - Polystichum yadongense - Polystichum yigongense |